# Jenny Abel
Jenny Abel (* 13. November 1942 in Bredstedt, Kreis Husum) ist eine deutsche Geigerin.

## Leben
Jenny Abel begann im Alter von 6 Jahren mit dem Geigenspiel und gab bereits im Jahr darauf ihr erstes Konzert. Nach wichtigen künstlerischen Impulsen durch Yehudi Menuhin und Hans Rosbaud wurde sie im Alter von 13 Jahren Jungstudentin an der Musikhochschule Freiburg, später in Köln. Mit 14 Jahren erhielt sie eine Einladung Max Rostals für seine Meisterklasse in London. Sie studierte bei Ulrich Koch und Henryk Szeryng. Rasch verfolgte sie eine internationale Konzertkarriere, die sie durch ganz Europa, USA, Südamerika, Asien und Australien führte. Sie spielte eine Violine der Werkstatt Guarnieri aus dem Jahr 1698. Ab 1964 konzertierte sie mit Leonard Hokanson. Jenny Abel hat einen Eintrag im Lexikon Musik und Gender.
Durch ihre Freundschaft zur Familie Wilhelm Furtwänglers kam sie in Kontakt mit Oskar Kokoschka, der sie 1978 in der siebenteiligen Zeichnungsfolge Jenny Abel spielt Bartók und Bach porträtierte, heute im Besitz der Wiener Albertina. Die Korrespondenz zwischen Kokoschka und Abel befindet sich in der Zentralbibliothek Zürich. Abel lebt seit ihrem dritten Lebensjahr in Gernsbach im Nordschwarzwald.

## Repertoire
Jenny Abel hat sich seit Beginn ihrer Karriere nicht nur mit den großen Standardwerken des Repertoires auseinandergesetzt, sondern einen besonderen Schwerpunkt auf selten aufgeführte Kompositionen gelegt. Zahlreiche Uraufführungen wurden ihr anvertraut, darunter Werke von Volker Blumenthaler, Gerhard Rosenfeld, Boguslaw Schaeffer, Tamara Ibragimowa und Giannis Papaioannou.
Gerhard Rosenfeld und Jenny Abel waren durch eine lange Künstlerfreundschaft miteinander verbunden. Er komponierte drei Sonaten für die Geigerin. Hans Werner Henze schrieb für sie die Solosonate Tirsi, Mopso, Aristeo, die sie nach der Premiere in Montepulciano mehr als hundert Mal in über 20 Ländern aufführte. Gleichermaßen mit ausgefallenen Solo-Programmen wie auch im Duo Violine-Klavier geht Abel oft künstlerisch kompromisslose Wege und schlägt musikdramaturgische Bögen von Barockmusik zur Moderne. Zu ihren langjährigen Duopartnern gehörten die Pianisten Roberto Szidon, Leonard Hokanson und Mihai Ungureanu.

## Konzertkritiken
„Fast rührend, wie hier manchmal alte Bekannte im neuen Gewand auftauchen – bestimmte Doppelgriff-Folgen etwa erinnern einfach daran, dass Bach im Grunde schon alles komponiert hat. Das hat nichts mit postmoderner Beliebigkeit zu tun, sondern erhält in schlüssiger Dramaturgie seinen sinnvollen, strukturierenden Platz. Die Geigerin Jenny Abel und der Pianist Mihai Ungureanu, die wie zuvor als Solisten der Konzerte durch viel Klangsinn und intelligente Gestaltung überzeugen, finden im reduzierten, manchmal kargen Klang zu noch intensiverer Spannung zusammen.“

„Das Grand Duo concertant sur la romance de Le Marin ist eine Herausforderung in Sachen Virtuosität für jeden Interpreten, und Jenny Abel begegnete ihr mit der ihr eigenen professionellen Ruhe. Ausufernd, geheimnisvoll und schwelgend, keine Note blieb hier verborgen, und auch in Liszts Elegie für Violine und Klavier führten Piano und Geige einen perfekten Dialog.“

## Diskographie
- Siegfried Wagner: Violinkonzert A-Dur. Nürnberger Symphoniker unter Gilbert Graf Gravina (LP, Colosseum, ca. 1962)
- Johannes Brahms: Sämtliche Violinsonaten. Mit Leonard Hokanson, Klavier (LP, Deutsche Harmonia Mundi, 1971)
- Béla Bartók: Die Sonaten für Violine und Klavier. Mit Roberto Szidon (LP, Deutsche Harmonia Mundi / EMI Electrola, 1976)
- Johannes Brahms: 2 Sonaten für Klarinette op. 120 in Brahms’ eigener Version für Violine. Mit Roberto Szidon, Klavier (LP, Deutsche Harmonia Mundi,  1978)
- Werke für Solo-Violine Vol. 1 von Johann Georg Pisendel, Bach, Bartók, Henze (CD, Podium Wendel, WOW-001, Live-Mitschnitt 1979)
- Werke für Solo-Violine Vol. 2 von Bach, Grażyna Bacewicz, Ralf Emig (CD, Podium Wendel, WOW-003, Live-Mitschnitt 1984, 1998)
- Werke für Solo-Violine Vol. 3 von Bach, Yannis Papaioannou (CD, Podium Wendel, WOW-004, Live-Mitschnitt 1985)
- Ottorino Respighi: Concerto Gregoriano, Alban Berg: Violinkonzert. Philharmonie Moldova Iași, Horia Andreescu (LP, Electrecord, 1985; CD Re-Release Bayer Records, 1993)
- Robert Schumann: Werke für Pianoforte und Violine. Mit Roberto Szidon (LP Ars Musici 1985, CD Re-Release 2010)
- Heitor Villa-Lobos: Sonaten für Violine und Klavier. Mit Roberto Szidon (CD, Bayer Records, 1995)
- Gerhard Rosenfeld: Sonaten für Violine und Klavier. Mit Mihai Ungureanu (CD, Hastedt Musikedition, 2003)
- Gerhard Rosenfeld: Requiem für Kaza Kathárinna (2 CDs THOROPHON DCTH 2271/2,  darin Jenny Abel mit den 3 Sätzen der Sonate für Violine solo, 1994)
- Violinsonaten von Francis Poulenc, Johannes Brahms, Nikolai Medtner. Mit Roberto Szidon (CD, Hastedt Musikedition, 2012)